# 446 a.C.
Il 446 a.C. (CDXLVI a.C. in numeri romani) è un anno  del V secolo a.C.

## Eventi
- Pace dei trent'anni tra Atene e Sparta (forse 445 a.C.)
- Roma: 
  - consoli Tito Quinzio Capitolino Barbato, quarto consolato,  e Agrippa Furio Medullino Fuso

## Nati
- Timoteo di Mileto, poeta greco antico († 357 a.C.)